# Badia Cumberland
La badia Cumberland (en anglès Cumberland Sound, en inuit Kangiqtualuk), també coneguda com a Cumberland Straits, Hogarth Sound i Northumberland Inlet, és un cos de mar que s'interna en la part sud-oriental de l'illa de Baffin i que forma part de l'estret de Davis, la part septentrional del Mar de Labrador, a l'Àrtida canadenca. Administrativament les aigües pertanyen a la regió de Qikiqtaaluk, a Nunavut. Es troba entre la península de Hall i la de la Cumberland, amb uns 250 km de llarg per 80 d'amplada.
Sols hi ha un assentament humà a la zona, Pangnirtung, a la ribera del fiord homònim.
Les aigües d'aquesta badia són un indret on es reprodueix la balena beluga. El pic de naixements és entre juliol i agost.

## Història
El primer europeu del qual es tenen notícies d'haver navegat per les seves aigües fou John Davis el 1585.
 El vaixell i els diners van ser proporcionats pels comerciants de Londres i Davis va partir de Darmouth el 7 de juny d'aquell any, al capdavant del Sunneshine, de Londres i 50 tones, i el Mooneshine, de Dartmouth i 35 tones. Després de trobar-se amb la frontera de gel a la costa oriental de Groenlàndia va seguir cap al sud fins al cap Farewell. Des d'allà va tornar a anar cap al nord, seguint el litoral occidental de Groenlàndia, fins que, en trobar el mar lliure de gel, es va dirigir a l'oest pensant haver trobat el camí que el duria cap a la Xina. Va travessar les aigües que avui porten el seu nom - l'estret de Davis - i als 66° N es va trobar amb les costes de l'illa de Baffin i, tot i que va seguir cap al nord, internant-se a la badia Cumberland, amb l'esperança que fos l'anhelat pas, va haver de fer marxa enrere a finals d'agost, arribant a Anglaterra el 30 de setembre.
Davis tornà a la zona en les seves altres dues expedicions a l'àrtic. El 1586, salpant el 7 de maig, amb quatre vaixelles, però sols la Mooneshine aconseguí arribar a la zona de la badia Cumberland per les dificultats atmosfèriques viscudes.
El 1589 hi tornà, per tercera i darrera vegada, a bord d'una petita pinassa de 20 tones, l'Ellen, de Londres. Va navegar amb condicions excepcionals tot seguint la costa occidental de Groenlàndia en aigües lliures fins als 72° 92′ N (una mica més al nord d'Upernavik) abans que el gel li impedís el pas. Llavors va seguir cap a l'oest fins que novament va ser bloquejat pel gel. Virà cap al sud seguint la costa de l'illa de Baffin i explorà de nou la badia Cumberland, i va observar les entrades de l'actual badia Frobisher i l'estret de Hudson. Va arribar a casa el 15 de setembre.